# Gampong Bayeun
Gampong Bayeun is een bestuurslaag in het regentschap Aceh Timur van de provincie Atjeh, Indonesië. Gampong Bayeun telt 2324 inwoners (volkstelling 2010).